# Toon (muziek)
In de Westerse muziekleer is een toon enerzijds een klank met een bepaalde toonhoogte, en anderzijds een van de onderdelen van een toonstelsel. In die tweede betekenis gaat het om de stamtonen en de daarvan afgeleide tonen. Van een dergelijke toon ligt de toonhoogte niet vast. Pas na de keuze van het toonstelsel, de toonaard en de te gebruiken stemming kan de toon tot klinken gebracht worden.
De term toon wordt ook gebruikt als aanduiding van een interval, van toonafstand: de grote secunde wordt dan 'hele' toon, en de kleine secunde 'halve' toon genoemd.

## Relatieve toonhoogte
Met een systematische naamgeving, ook wel wetenschappelijke naamgeving of nomenclatuur genoemd, vervalt de noodzaak pas van een toon te spreken als de precieze toonhoogte vastligt. De tonen hebben een welgedefinieerd onderling verband dat gedefinieerd wordt door een toonsysteem. Door het relatieve karakter van muziek zal de precieze toonhoogte van elk der tonen door keuze van de juiste stemming en de toonhoogte van een der tonen vastliggen.
In de huidige gebruikelijke stemming van de toon a', de stemtoon heeft deze een toonhoogte van 440 Hz. In reine stemming heeft de toon c' dan een toonhoogte van 264 Hz. In de gelijkzwevende stemming heeft "diezelfde" c' een toonhoogte van 261,6 Hz. Mocht een violist in een strijkkwartet het beter vinden de c' wat hoger te intoneren, en een toon van 265 Hz spelen, dan zal die toon toch als c' ervaren worden. In de neiging de stemtoon op te drijven, kan een ensemble eventueel besluiten te stemmen met een a' van 444 Hz. In reine stemming is de c' nu vanzelf 266,4 Hz.

## Schrijfwijze
In het Nederlands noteert men tonen met een kleine letter. Grote letters worden opgevat als een samenklank van meerdere tonen, een akkoord.
C · Des / Cis · D · Es / Dis · E · F · Ges / Fis · G · As / Gis · A · Bes / Ais · B